# Pimpla seyrigi
Espèce
Pimpla seyrigi est une espèce fossile d’insectes hyménoptères de la tribu des Pimplini, dans la grande famille des Ichneumonidae.

## Classification
L'espèce Pimpla seyrigi est décrite en 1937 par le paléontologue français Nicolas Théobald (1903-1981) dans sa thèse,. 

### Fossiles
L'holotype R939+956 (empreinte et contre-empreinte), de l'ère Cénozoïque, et de l'époque Oligocène (33,9 à 23,03 Ma) faisait partie de la collection Mieg du musée de Bâle en Suisse et vient du gisement de Kleinkembs (mine de sel). 

### Étymologie
L'épithète spécifique seyrigi rend hommage à l'archéologue français contemporain Henri Seyrig (1895-1973).  

## Description

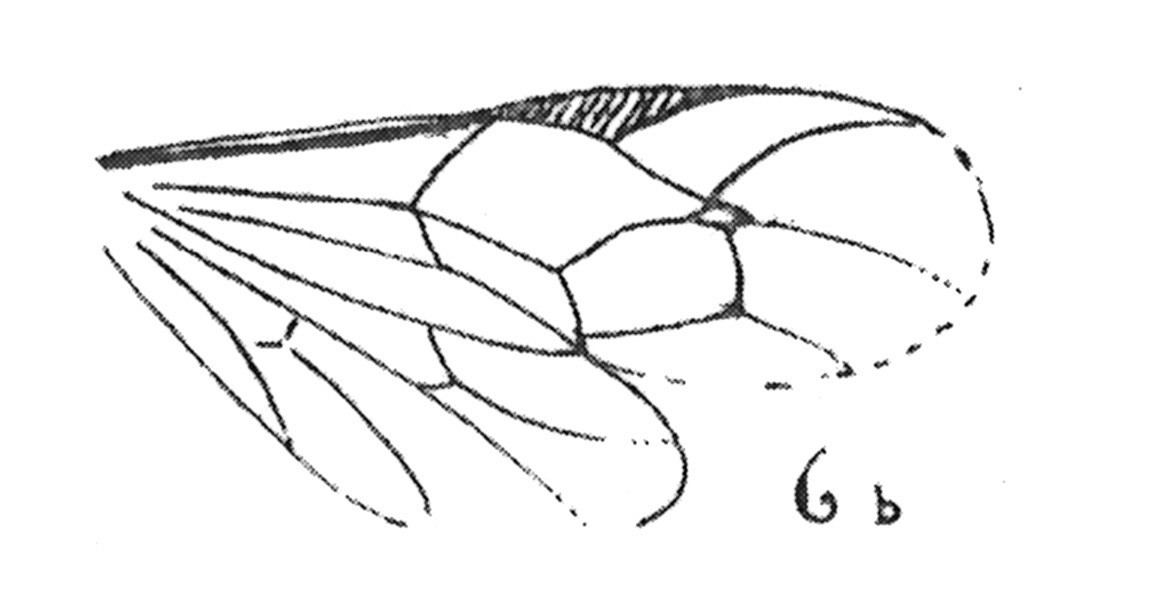
Pimpla seyrigi mâle aile N. Théobald 1937 pl XIII éch R578 contre empreinte x3 détail de l'aile R578 p.192.

### Caractères
La diagnose de Nicolas Théobald en 1937, : 

« Insecte de couleur brunâtre à ailes transparentes.
Tête transversale, large subcarrée, avec deux gros yeux saillants ; ocelles non visibles ; en avant de la tête, deux petits renflements marquant la base des antennes ; antennes longues, formées d'articles allongés, plus ou moins distincts ; elles sont repliées le long du corps et atteignent l'extrémité de l'abdomen. Thorax ovale, segmentation mal conservée. Abdomen allongé, subcylindrique, légèrement renflé à l'arrière, premier article allongé, le huitième très court et arrondi ; segments couverts de petits tubercules serrés et obsolètes.
Une patte est visible, allongée, finement velue, pas de cils visibles à l'extrémité du tibia ; tarse à cinq articles. Ailes conservées, mais se recouvrant en partie ; nervation (v. fig.) identique à celle du g. Pimpla ; l'aréole est large, presque triangulaire. ».

### Dimensions
La longueur totale est de 8,5 mm, la longueur de la tête est de 1 mm et la largeur de 1,5 mm, la longueur du thorax est de 2,7 mmm la longueur de l'abdomen est de 5 mm, la longueur des ailes est de 6 mm et la largeur de 1,4 mm.

### Affinités
« Se rapproche de Pimpla laetiventris CAM. d'Assam, mais en diffère par les antennes plus longues. ».

## Biologie
« Le g. Pimpla est cosmopolite. ».

## Galerie
- Quelques espèces vivantes du genre Pimpla.
- Pimpla turionellae.
- Pimpla ovivora.
- Pimpla sp., femelle.

### Publication originale
- [1937] Nicolas Théobald, « Les insectes fossiles des terrains oligocènes de France 473 p., 17 fig., 7 cartes,13 tables, 29 planches hors texte », Bulletin Mensuel de la Société des Sciences de Nancy et Mémoires de la Société des sciences de Nancy, Imprimerie G. Thomas,‎ 1937, p. 1-473 (ISSN 1155-1119 et 2263-6439, OCLC 786027547). .